# Эртале
Эртале (Эрта Але) (амх. ኤርታሌ እሳተ ገሞራ — Эртале ысатэ-гэмора), Уммуна (амх. ኡሙና ተራራ — Уммуна тэрара) — вулкан, расположенный в удалённом районе Афар на северо-востоке Эфиопии. Название вулкана в переводе означает «курящаяся гора».
Эртале — самый активный из вулканов Эфиопии. Это один из пяти известных вулканов мира, имеющих лавовое озеро, а также единственный в мире вулкан, у которого лавовых озёр сразу два, что делает его уникальным.
Вулкан Эртале находится в пустыне Данакиль; он лежит ниже уровня моря и представляет собой составную часть так называемого «афарского треугольника» — зоны сильной вулканической активности.
Эртале — базальтовый щитовой вулкан, с лавовым озером в кратере. Оно расположено в кальдере размером 1,6×0,7 км. Постоянная активность вулкана продолжается с 1967 года; при этом из его кратера периодически изливаются потоки раскалённой лавы (такие вулканы, сформировавшиеся из наслоений разлившейся лавы, как раз и называются щитовыми). С каждым своим извержением он поднимается всё выше над впадиной Данакиль; сейчас его высота — уже 613 м.
В 1971 году экспедицией под руководством Гаруна Тазиева было проведено первое исследование вулкана Эртале. Температура выхода газа колебалась в пределах от 1125 до 1200 °С. Мощность теплового излучения озера составляла в среднем 30 кВт на квадратный метр. Температура непосредственно в массе расплава составляла 600° на поверхности темной корки, и 900° — на глубине 70 сантиметров.
В кратере вулкана постоянно наблюдается лавовое озеро. Рисунок огненных полос непрерывно меняется. Озеро то и дело меняет свой уровень, периодически из него вытекают потоки лавы; в августе 2007 года образовался новый лавовый поток. С февраля 2010 г. уровень озера повысился больше чем на 30 м, что в конечном итоге привело к переполнению озера и к взрывным выбросам капель раскалённой лавы в воздух с ноября 2010 г.

## Галерея

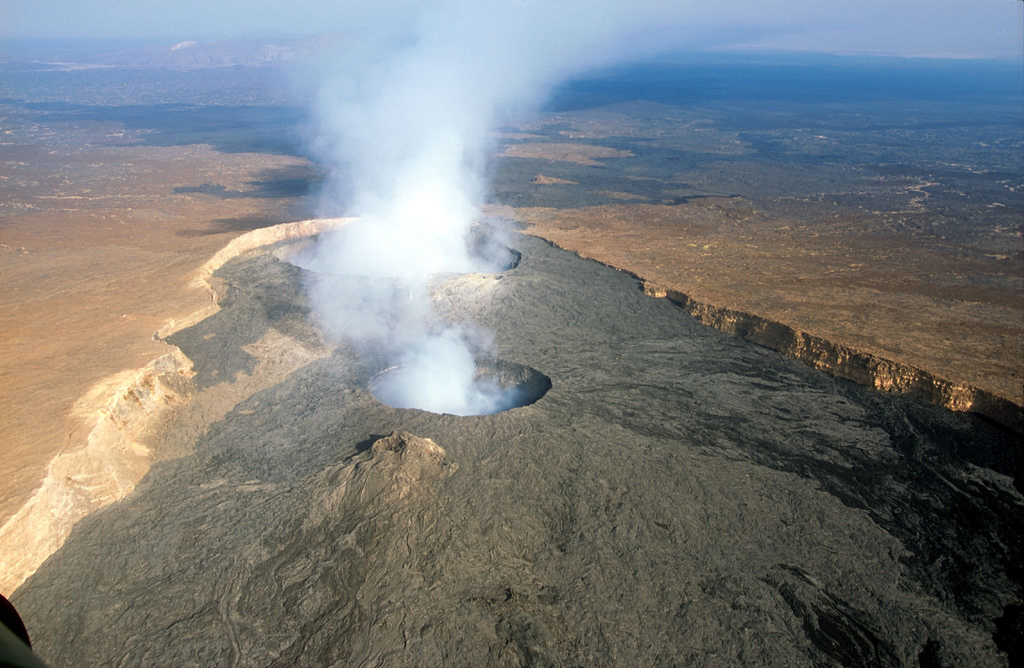
Вулкан в 2008 году
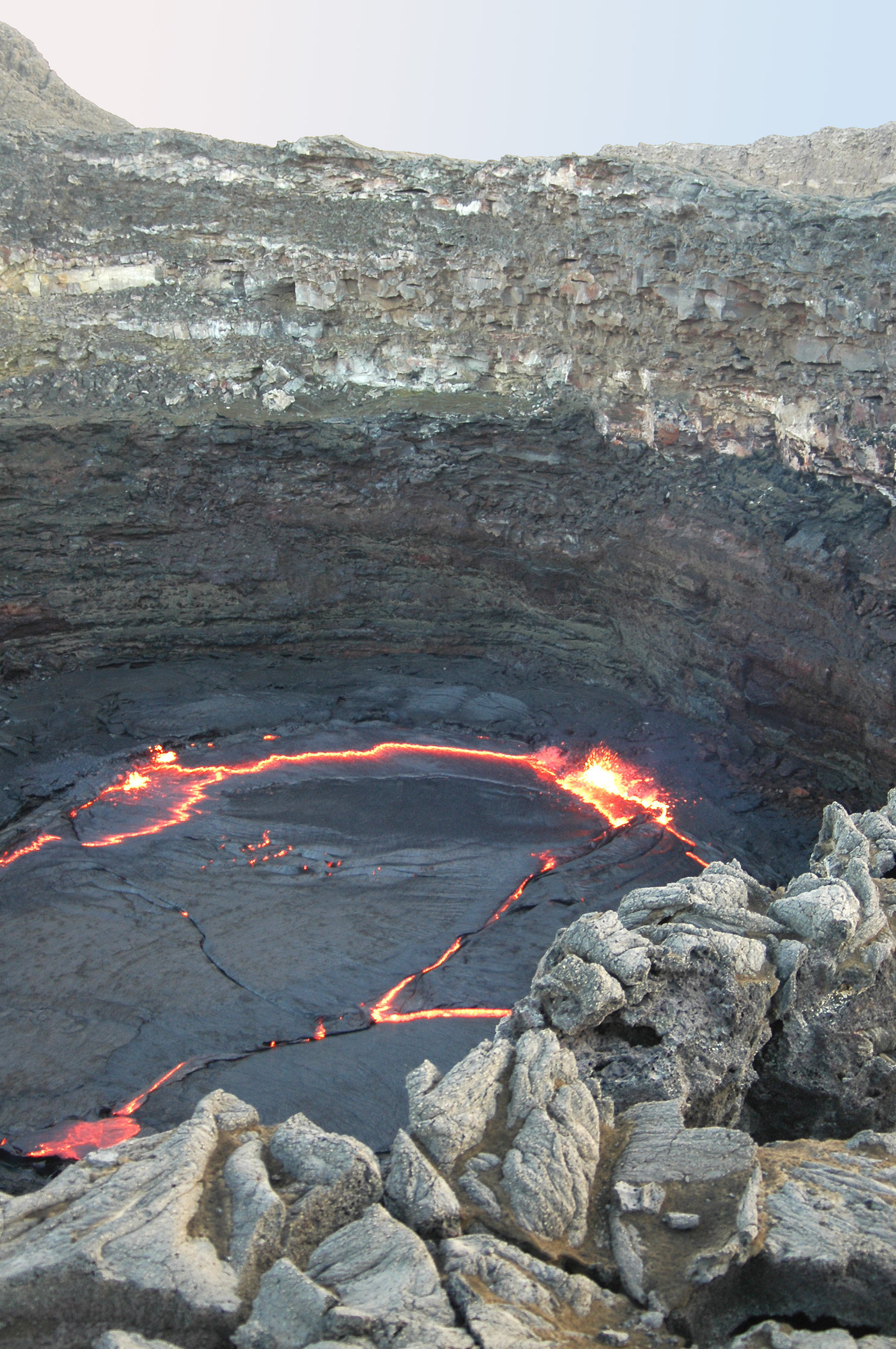
Лавовое озеро в кратере вулкана (29 января 2008 г.)
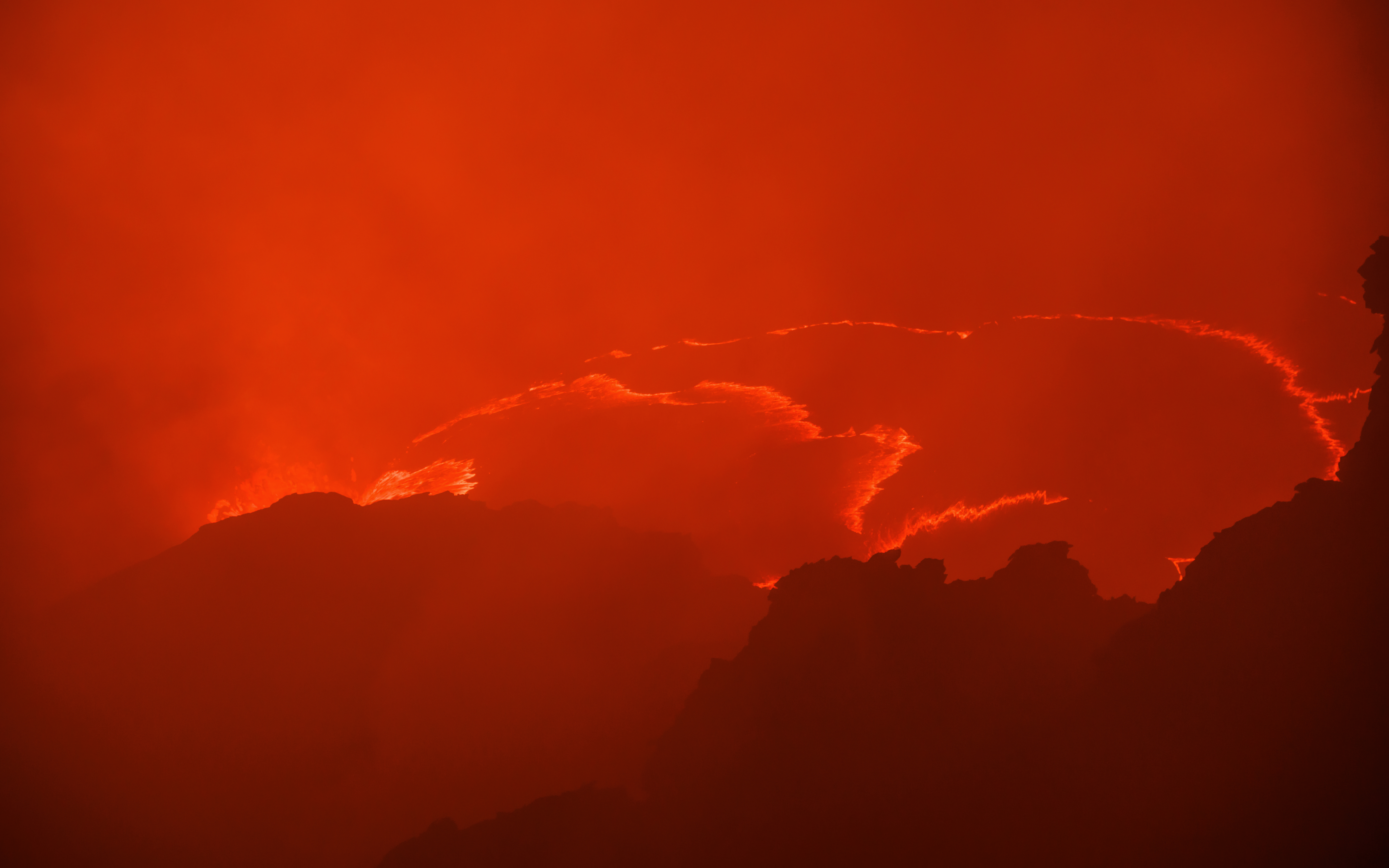
Лавовые потоки в озере, вид ночью
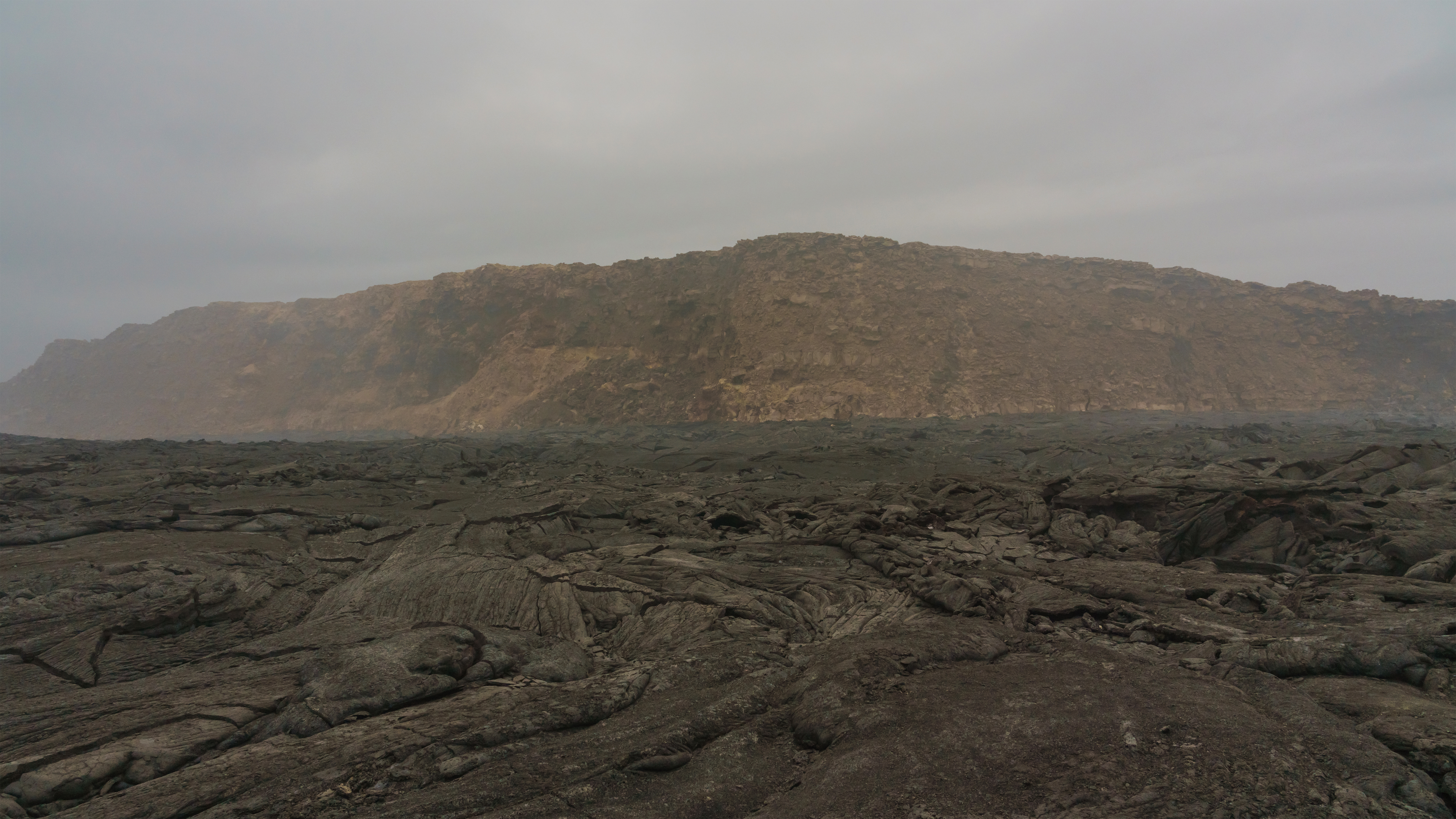
Высохшее лавовое поле рядом с кратером
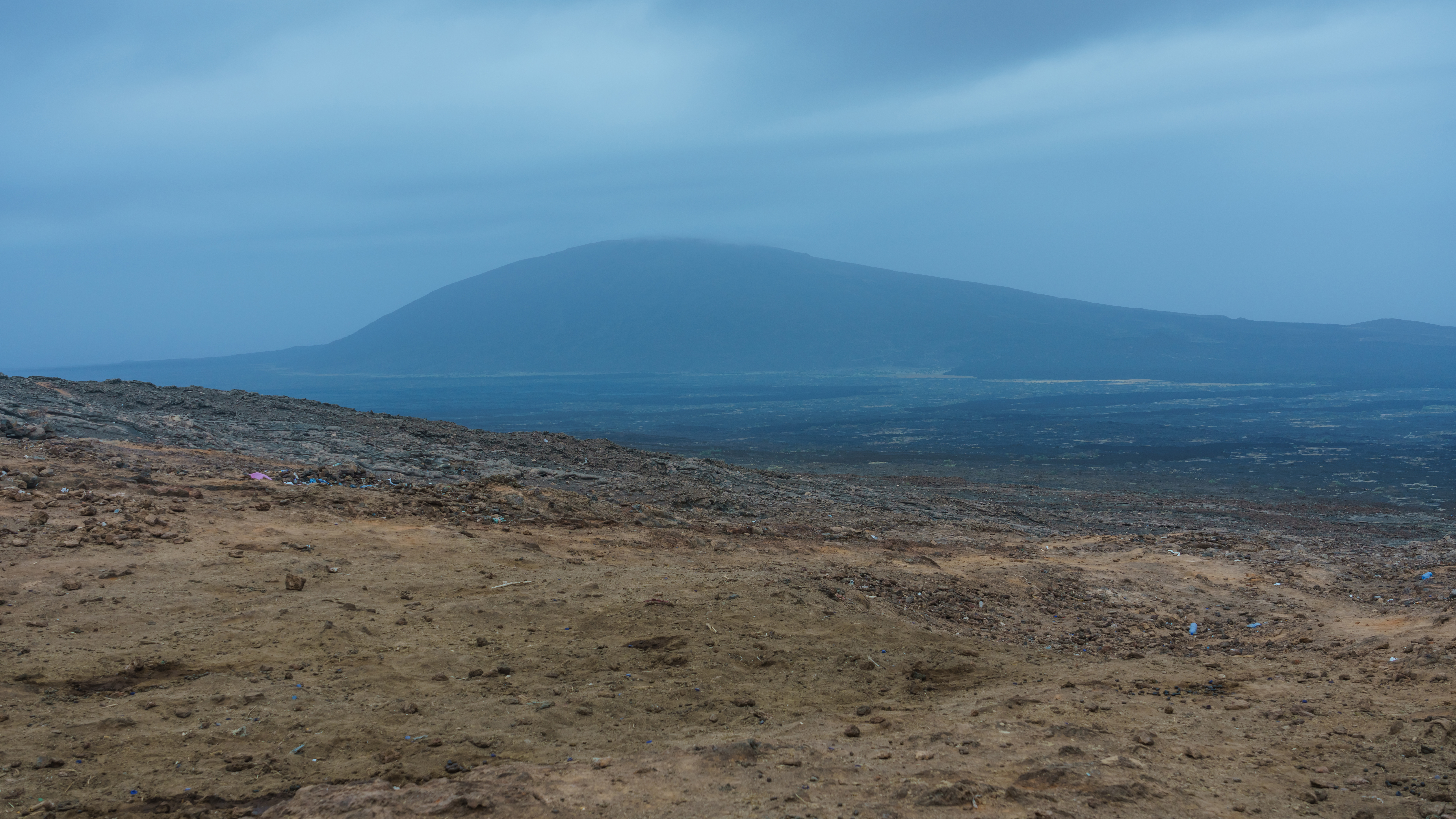
Вид с вершины Эртале на вулкан Амайтоли